# Who Built the Moon?
Who Built the Moon? es el tercer álbum de estudio de la banda de rock británico Noel Gallagher's High Flying Birds. Fue escrito y producido por el líder del mismo nombre Noel Gallagher y David Holmes. Fue lanzado el 24 de noviembre de 2017 a través del sello Sour Mash.
El álbum fue recibido positivamente por la crítica, calificándose como la mejor creación de Noel Gallagher en solitario hasta la fecha alcanzando la mayor puntuación en Metacritic tras (What's the Story) Morning Glory? de Oasis. Metacritic

## Lista de canciones
Todas las canciones escritas y compuestas por Noel Gallagher. 
| N.º | Título                          | Duración |  |
| 1.  | «Fort Knox»                     | 3:57     |  |
| 2.  | «Holy Mountain»                 | 3:54     |  |
| 3.  | «Keep on Reaching»              | 3:24     |  |
| 4.  | «It's a Beautiful World»        | 5:17     |  |
| 5.  | «She Taught Me How to Fly»      | 5:02     |  |
| 6.  | «Be Careful What You Wish For»  | 5:40     |  |
| 7.  | «Black & White Sunshine»        | 3:41     |  |
| 8.  | «Interlude (Wednesday Pt. 1)»   | 2:10     |  |
| 9.  | «If Love Is the Law»            | 3:25     |  |
| 10. | «The Man Who Built the Moon»    | 4:28     |  |
| 11. | «End Credits (Wednesday Pt. 2)» | 2:27     |  |

Deluxe Edition
| Deluxe Edition bonus tracks |                                                       |          |  |
| N.º                         | Título                                                | Duración |  |
| 12.                         | «Dead in the Water (Live at RTÉ 2FM Studios, Dublin)» | 5:21     |  |

## Posicionamiento en lista
| Lista (2017)                             | Posiciones |
| ---------------------------------------- | ---------- |
| Australia (ARIA)                         | 18         |
| Austria (Ö3 Austria)                     | 15         |
| Bélgica (Ultratop flamenca)              | 17         |
| Bélgica (Ultratop valona)                | 31         |
| Canadá (Billboard Canadian Albums)       | 18         |
| Países Bajos (Album Top 100)             | 21         |
| Finlandia (Suomen Virallinen Lista)      | 38         |
| Francia (SNEP)                           | 44         |
| Alemania (Media Control Charts)          | 17         |
| Irlanda (IRMA)                           | 2          |
| Italian Albums (FIMI)                    | 12         |
| Japón (Oricon)                           | 7          |
| New Zealand Heatseeker Albums (RMNZ)     | 1          |
| Escocia (Scottish Albums Chart)          | 1          |
| South Korean International Albums (Gaon) | 1          |
| Spanish Albums (PROMUSICAE)              | 34         |
| Swedish Albums (Sverigetopplistan)       | 50         |
| Suiza (Schweizer Hitparade)              | 9          |
| Reino Unido (UK Albums Chart)            | 1          |
| Reino Unido (UK Independent Albums)      | 1          |
| Estados Unidos (Billboard 200)           | 48         |
| Estados Unidos (Independent Albums)      | 2          |
| Estados Unidos (Top Alternative Albums)  | 2          |
| Estados Unidos (Top Rock Albums)         | 3          |